# Esteghlal Ahvaz Football Club

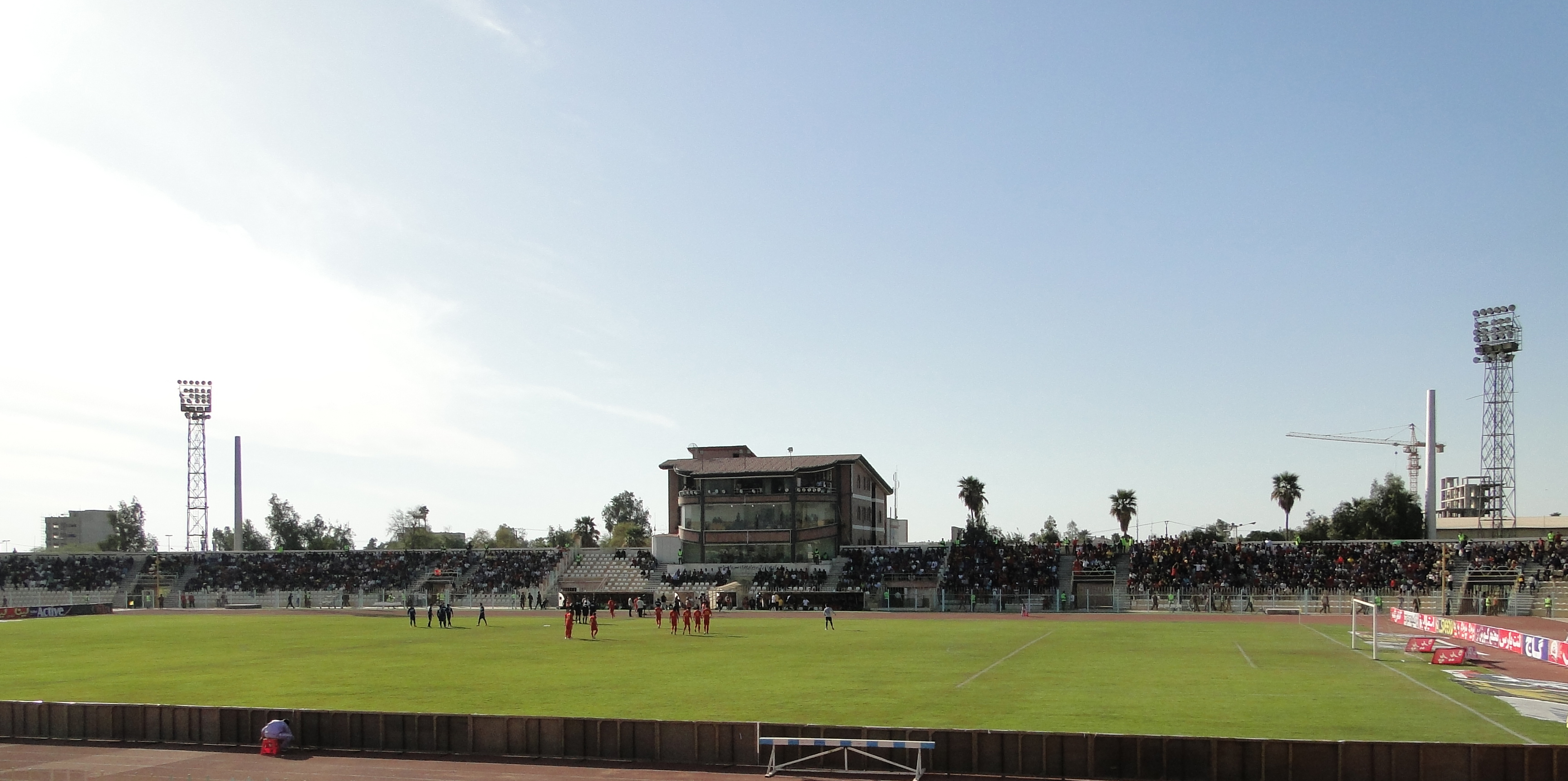
Estadio Ahvaz Takhti

El Esteghlal Ahvaz Football Club (en persa: باشگاه فوتبال استقلال اهواز) es un club de fútbol de la ciudad de Ahvaz (Irán). Fue fundado en 1948 y juega en la Primera División de Irán.

## Historia
El equipo fue fundado en 1948 por Hakim Shoushtari con el nombre de Taj Ahvaz F.C. En 1979 se cambió el nombre, denominándose Esteghlal Ahvaz Football Club.
En 1991 ascendió a la Primera División de Irán. Perdió la categoría en 1997, pero en 2002 volvió a ascender. En la temporada 2006-07 consiguió quedar segundo en el campeonato de Liga.

### Temporadas
Temporadas del Esteghlal Ahvaz desde 2002:
| Temporada | Liga     | Copa             |
| --------- | -------- | ---------------- |
| 2002-2003 | 11º      |                  |
| 2003-2004 | 8º       | Cuartos de final |
| 2004-2005 | 5º       | Semifinal        |
| 2005-2006 | 12º      | 1/16 de final    |
| 2006-2007 | 2º       | Cuartos de final |
| 2007-2008 | 8º       | Octavos de final |
| 2008-2009 | en curso | Octavos de final |

## Uniforme
- Uniforme titular: Camiseta, pantalón y medias azules.
- Uniforme alternativo: Camiseta, pantalón y medias blancas.

## Estadio
El Esteghlal Ahvaz juega en el Takhti Stadium. Tiene capacidad para 30.000 personas.

## Entrenadores
| - Gholam Hossein Mazloumi (1993-1995) - Firouz Karimi (1999-2000) - Firouz Karimi (2001) - Amir Ghalenoei (2002) - Jalal Cheraghpour (2002) - Bahram Atef (2002–2003) - Nasser Hejazi (2003–2004) - Luka Bonačić (2004-2005) - Martik Khachatourian (2005) - Mahmoud Yavari (2005) - Srđan Gemaljević (2005–2006) - Firouz Karimi (2006-2007) - Majid Jalali (2007-2008) - Karim Boustani (2008, interino) - Mahmoud Yavari (2008) - Reza Ahadi (2008) - Akbar Misaghian (2008-2009) | - Khodadad Azizi (2009-2009) - Majid Bagherinia (2009) - Mohammad Ahmadzadeh (2009) - Mehdi Hasheminasab (2009) - Alireza Firouzi (2009– 2010) - Dariush Yazdi (2010-2011) - Firouz Karimi (2011-2011) - Afshin Komaei (2011) - Fereydoon Fazli (2011, interino) - Dariush Yazdi (2011) - Adel Hardani (2012) - Masoud Norouzi (2012, interino) - Ali Hanteh (2012-2013) - Davoud Mahabadi (2013-) |

## Palmarés
- Liga Azadegan (1): 2002
- Segunda División de Irán (1): 2012